# Hedvig Lidforss Strömgren

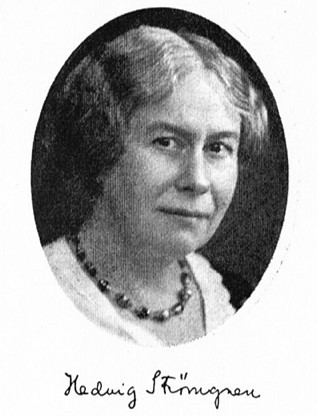
Hedvig Lidforss Strömgren nach 1930 und ihre Unterschrift

Hedvig Lidforss Strömgren (geborene Hedvig Lidforss; * 12. Juli 1877 in Lund, Schweden; † 15. April 1967 in Gentofte, Dänemark)
war eine schwedisch-dänische Zahnärztin, Zahnmedizinhistorikerin, Redakteurin, Friedensaktivistin und Frauenrechtlerin.

## Familie und Ausbildung
Hedvig Lidforss Strömgren war die Tochter des schwedischen Ehepaares Anne Marie Lidforss, geb. Swartling, und Edvard Lidforss. Ihre Geschwister waren:
- Karin Jensen, geb. Lidforss (1866–1928), Übersetzerin und Journalistin
- Bengt Lidforss (1868–1913), Botaniker und Publizist
- Erik Lidforss (1870–1938), Jurist, Musikförderer und Geiger
- Gärda af Geijerstam (1871–1947), geb. Lidforss, Ärztin und Autorin[1][3]

Lidforss Strömgrens Vater war Professor für Neueuropäische Sprachwissenschaft, später für Germanistik, an der Universität Lund und mehrsprachig. Er spielte auch eine wichtige Rolle im kulturellen Establishment. Ihre Mutter war die Tochter eines Großhändlers und hatte ebenfalls eine gute Ausbildung genossen. Sie sprach fließend Englisch, Deutsch und Französisch. Im Alter sagte Lidforss Strömgren, dass sie und ihre Geschwister sich einig waren, dass ihre Mutter Köpfchen hatte (dänisch: „der havde pæren!“). Nach sieben Jahren Mädchenschule wurde Strömgren von ihrer Mutter zu Hause weiter unterrichtet und dann mit 35 ihr völlig fremden Jungen auf die Lateinschule in Stockholm geschickt. Nach ihrem Privatabschluss 1895 an der Domschule in Lund studierte sie zunächst drei Semester Mathematik und Zoologie an der Universität Lund, entschied sich dann aber für den Beruf der Zahnärztin und schloss dieses am 8. Februar 1902 am Zahnärztlichen Institut in Stockholm ab.
In Schweden war seit 1870 per Gesetz das Frauenstudium gestattet. Doch das führte nicht sofort zu größeren gesellschaftlichen Veränderungen oder zur Zulassung von Frauen an den neu eröffneten Einrichtungen. Die allgemeine Auffassung war nach wie vor, dass die Hauptaufgabe einer jungen Frau darin bestand, Ehefrau zu werden und ihre Rolle eng mit dem Haushalt verbunden zu sein hatte. Wirtschaftliche Möglichkeiten, familiäre Werte, und die Verfügbarkeit von Bildung spielten eine große Rolle. Diese Faktoren begünstigten die Oberschicht. Die Töchter der Familie Lidforss gehörten daher zu den Frauen, die zur damaligen Zeit die besten Voraussetzungen für ein Studium hatten.
1902 fand die Heirat mit dem Astronomen Svante Elis Strömgren statt. Das Paar bekam zwei Söhne, Bengt Strömgren (1908–1987), der als Astronom dem Vater in Lehrstuhl und Observatoriumsführung nachfolgte, sowie Erik Strömgren (1909–1993), der als Psychiater forschte, lehrte und publizierte.

## Berufstätigkeit als Zahnärztin
Hedvig Lidforss Strömgren folgte ihrem Mann, der an der Universität Kiel seit 1901 als Redaktionsassistent der Astronomischen Nachrichten arbeitete,  nach Kiel und praktizierte dort von 1902 bis 1908 als Zahnärztin in der Brunswiker Straße 14. Anders als bei den wenigen Zahnärztinnen dieser Zeit üblich behandelte sie nicht nur Frauen und Kinder. Rückerinnernd gab sie an: „Als ich in Deutschland zu praktizieren begann, war es noch nicht üblich, daß eine sogenannte ‚feine‘ Dame einen Beruf ausübte und Geld verdiente. Es gab viele, die sich darüber wunderten, daß ich als Zahnärztin tätig war. Dennoch hatte ich erstaunlich schnell eine sehr gute Praxis, und zwar gehörten die meisten meiner Patienten der Universität oder der Marine an.“

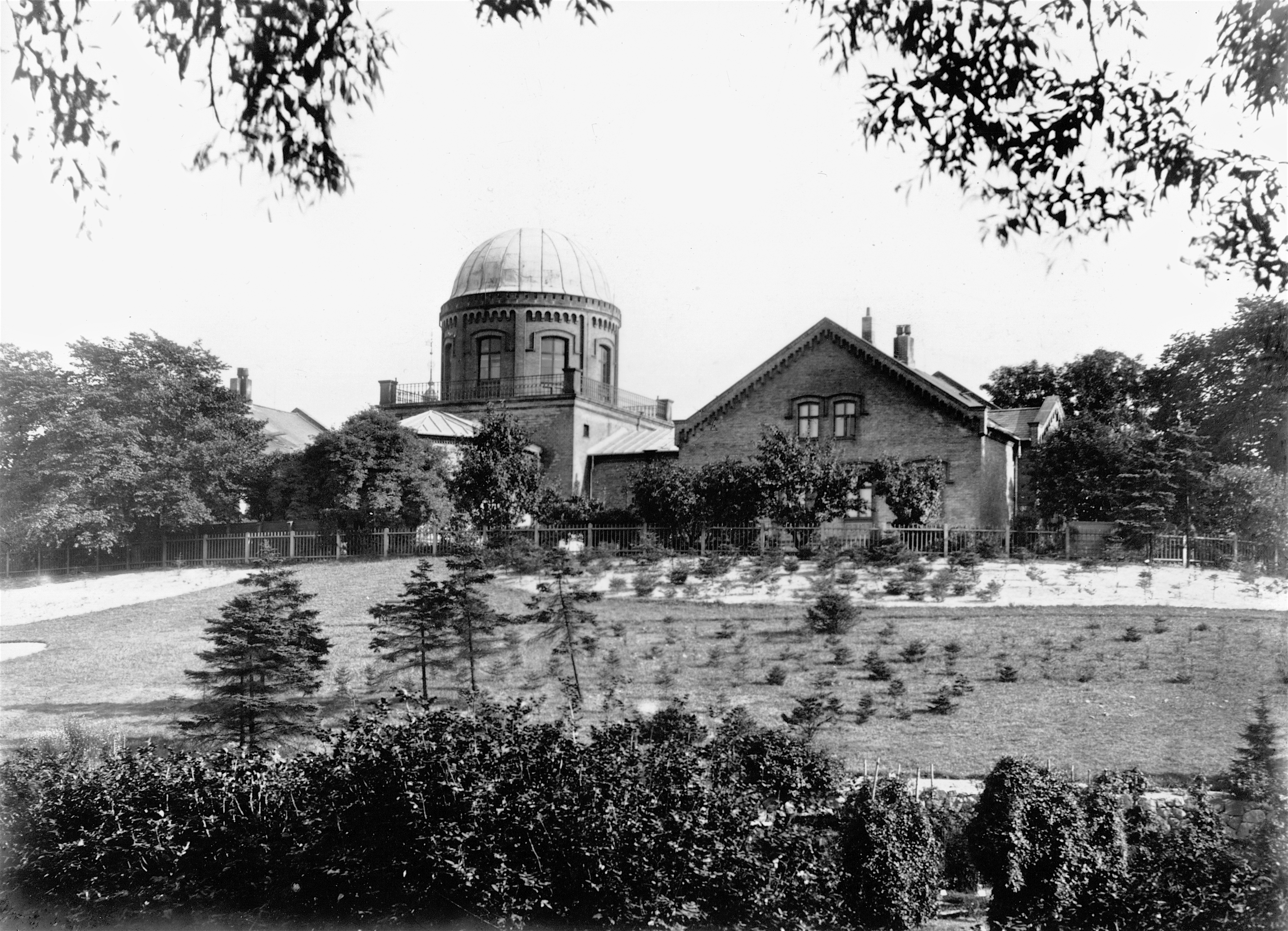
Observatorium Østervold mit Wohnhaus im Jahr 1935

Ab 1907 war Elis Strömgren Professor an der Universität Kopenhagen. Im darauffolgenden Jahr wurde Lidforss Strömgren als erste im Ausland ausgebildete Zahnärztin mit schwedischem Abschluss in Dänemark anerkannt. Sie praktizierte von 1908 bis 1947 in Kopenhagen. Die Strömgrens lebten und arbeiteten bis zu Elis' Pensionierung 1940 im Gebäudekomplex des Observatoriums Østervold. Häufig hatten sie ausländische Wissenschaftler zu Besuch.
Nach dem Tod ihres Ehemanns zog Lidforss Strömgren aus dem Observatorium aus, auch mit ihrer Praxis. 1945 befand sich ihre Wohnung Nørre Voldgade 80, die Praxis 15 Minuten entfernt in der Stockholmsgade 43. Im Jahr 1952 hatte sie ihre Praxis im wohlhabenden Stadtteil Østerbro, in der Lundsgade 5, Ecke Upsalagade.
Von 1917 bis 1952 war Lidforss Strömgren zudem als Schulzahnärztin im Königlichen Waisenhaus Kopenhagen tätig. Durch ihre Arbeit dort gewann sie viel Erfahrung mit Kinderzähnen und Zahnproblemen. Von 1917 bis 1937 war sie Mitglied des Vorstands des dänischen Verbands der Schulzahnärzte.

## Wissenschaftlich-publizistische Tätigkeit
Hedvig Lidforss Strömgren war von 1930 bis 1953 Herausgeberin der Verbandszeitschrift Tandplejen (dt.: Zahnpflege). Durch ihre Arbeit mit der Zeitschrift, ihre eigenen Artikel darin und in der Tagespresse trug sie dazu bei, der Kinderzahnheilkunde in Dänemark den damals dringend benötigten Auftrieb zu geben.
Ihre hauptsächliche Publikationstätigkeit lag jedoch auf dem Gebiet der Medizingeschichte. Lidforss Strömgren begründete die Geschichte der Zahnmedizin in Dänemark. Sie erhielt internationale Anerkennung für ihr 1955 erschienenes Hauptwerk Index of Dental and Adjacent Topics in Medical and Surgical Works before 1800 (dt.: Index der zahnmedizinischen und verwandten Themen in medizinischen und chirurgischen Werken vor 1800). Das Werk enthält 2000 Titel, die in wissenschaftlichen Bibliotheken in ganz Europa gesammelt und überprüft wurden, und brachte ihr 1958 die erste Ehrendoktorwürde in Zahnmedizin ein, die jemals von der Kopenhagener Hochschule für Zahnmedizin verliehen wurde.
Zu Lidforss Strömgrens weiteren medizinhistorischen Werken gehören solche über die Zahnheilkunde im antiken Rom, die Zahnmedizingeschichte in Dänemark sowie die Entwicklung der Zahnheilkunde im 18. und 19. Jahrhunderts.
Sie bezeichnete sich selbst als „nullsprachig“ und schrieb mühelos auf Schwedisch, Dänisch, Englisch und Deutsch, fühlte sich aber nie sicher, bevor nicht ein Muttersprachler ihre Texte überprüft hatte.
Lidforss Strömgren war eine der Gründerinnen der zahnmedizinischen Abteilung des Medizinhistorischen Museums Medicinsk Museion in Kopenhagen und engagierte sich sehr für dessen Wohl. Sie war Mitglied des Vorstands der Dänischen Medizinhistorischen Gesellschaft von 1921 bis 1927, Sekretärin des Fördervereins des Museums von 1931 bis 1959, Mitglied des Museumsvorstands von 1948 bis 1950 und Beraterin der zahnmedizinischen Abteilung von 1950 bis 1955. 1952 wurde Lidforss Strömgren als Expertin für Wissenschaftsgeschichte in die Deutsche Akademie der Naturforscher Leopoldina aufgenommen. In der Dänischen Zahnversicherung Dansk Tandforsikring wirkte sie als Bibliothekarin, Archivarin und Vorsitzende des Bibliothekskomitees.

## Engagement für Gleichberechtigung und Frieden

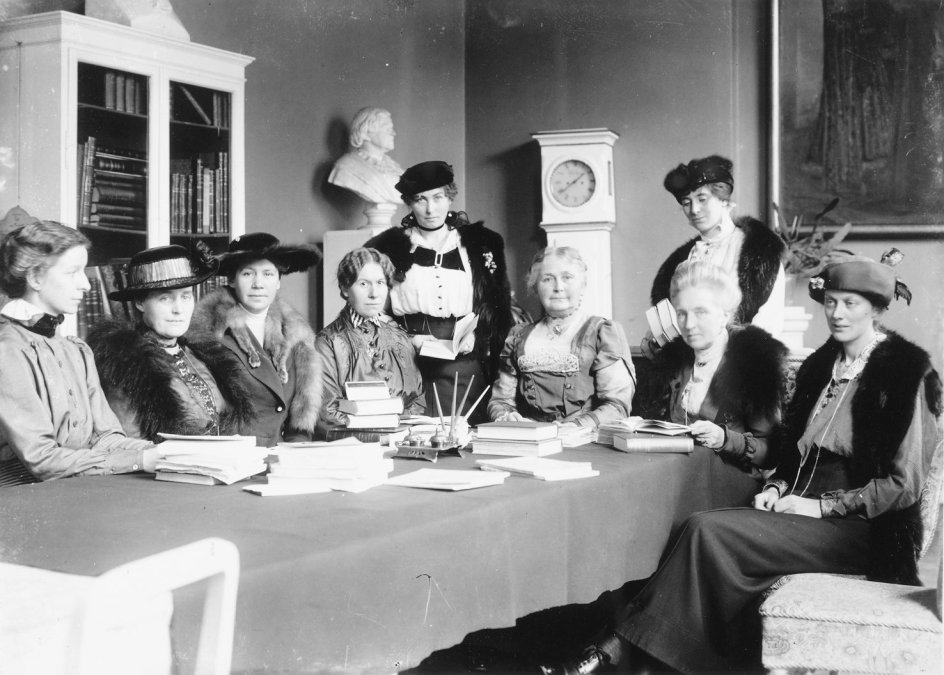
Vorstandssitzung der Kvindelige Læseforening 1915, Lidforss Strömgren ist die Vierte von links

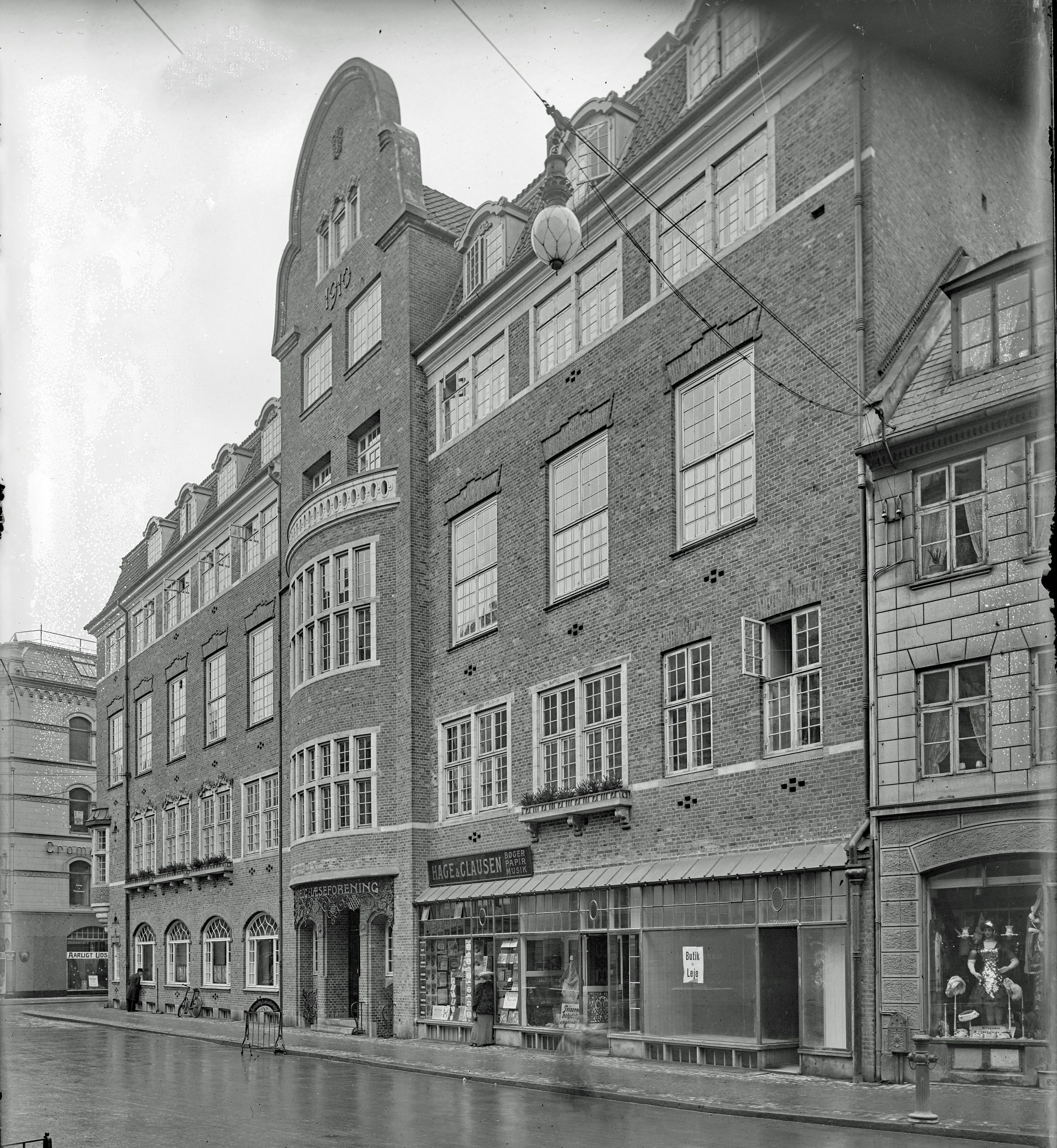
Gebäude der Frauenlesevereinigung in der Gammel Mønt 1, um 1910

Lidforss Strömgren engagierte sich für Frauenfragen und war in der Kvindelig Læseforening (Frauenlesevereinigung) Mitglied sowie Teil dessen Vorstands von 1911 bis 1917. Sie trat der dänischen Frauenfriedenskette bei, einer Vereinigung, die aus dem Internationalen Friedenskongress der Frauen in Den Haag 1915 hervorging und die sich 1919 zur Women’s International League for Peace and Freedom (WILPF, Internationale Frauenliga für Frieden und Freiheit – IFFF) entwickelte. Von 1921 bis 1928 war sie Vorstandsmitglied der Kopenhagener Ortsgruppe. Während der Gründungszeit von Åbne Døre, dem dänischen Zweig der internationalen Frauenorganisation Open Doors, war Lidforss Strömgren deren Vorsitzende von 1953 bis 1955.

## Veröffentlichungen (Auswahl)

### Wissenschaftliche Publikationen
- Tandläkekonsten hos Romarna (gleichzeitig eine dänische und eine gleichlautende schwedische Ausgabe). Henrik Koppels, Kopenhagen 1919. (übersetzter Titel etwa: Römische Zahnheilkunde)

- Mit Emil Hannover und ihrer Schwester Karin Jensen: Keramisk handbok (schwedisch). 3 Bände, Wahlström und Widstrand, Stockholm 1919–1924. (übersetzter Titel: Handbuch der Keramik)

- Om Plinius, hans Midler mod Tandsygdomme og nogle andre Ting (Über Plinius, seine Heilmittel gegen Zahnerkrankungen und einiges mehr). Sonderausgabe von Tandlægebladet, Kopenhagen 1920. Deutsch (Auszug): Über Cajus Plinius Secundus und sein Verhältnis zu der Zahnheilkunde. In: Nova Acta Leopoldina, N. F. 27.167, Barth, Leipzig 1963, S. 141–144.

- Einige antike und mittelalterliche Kuren gegen Zahnschmerzen. Sonderdruck, Librairie et imprimerie E. J. Brill, Leiden 1927. Aus: Janus, Jg. 31, Heft 7–8/1927, Seiten 359–367.

- Det danske Tandlægevæsen 1903–1927 (dänisch). Levin und Munksgaard, Kopenhagen 1930. (übersetzter Titel: Der dänische zahnärztliche Dienst 1903–1927)

- Die Zahnheilkunde im achtzehnten Jahrhundert. Ein Stück Kulturgeschichte. Levin und Munksgaard, Kopenhagen 1935.

- Eine Beobachtung über den Gesichtsschmerz vom Chirurgus Sauter zu Allenspach. In: Sudhoffs Archiv für Geschichte der Medizin und der Naturwissenschaften, Jg. 32, Heft 4/1939, Seite 316–324.

- Die Zahnheilkunde im neunzehnten Jahrhundert. Levin und Munksgaard, Kopenhagen 1945.

- Dentistry in the salernitan school (englisch). In: Acta Medica Scandinavica, Jg. 1952, S. 119–130. (übersetzter Titel: Zahnmedizin an der Schule von Salerno)

- Die Paradentosebehandlung durch die Zeiten. In: Sudhoffs Archiv für Geschichte der Medizin und der Naturwissenschaften, Jg. 37, Heft 3–4/1953, Seite 400–404.[13]

- Index of Dental and Adjacent Topics in Medical and Surgical Works before 1800 (englisch). Munksgaard, Kopenhagen 1955. (übersetzter Titel: Index der zahnmedizinischen und verwandten Themen in medizinischen und chirurgischen Werken vor 1800)

- In der Sprechstunde gepflückt. Erlebnisse in 50jähriger zahnärztlicher Tätigkeit. In: Zahnärztliche Mitteilungen, Jg. 47, Heft 1/1959, Seite 52–55.

### Belletristische Publikationen
- Med professor Edvard Lidforss i Dalarna - och i Spanien (schwedisch). Uppsala, 1926. (übersetzter Titel: Mit Professor Edvard Lidforss in Dalarna - und in Spanien)

- Förr dog man av det (schwedisch). Bonnier, Stockholm 1938.  (übersetzter Titel: Es hat dich umgebracht)

- mit Christian Rimestad: För döde man af det (dänisch). Kopenhagen 1938. (übersetzter Titel: Es hat dich umgebracht)

- Det förgångna. Bilder från en barndom (schwedisch). Wahlström & Widstrand, Stockholm 1925. (übersetzter Titel: Die Vergangenheit. Bilder aus einer Kindheit)

## Ehrungen
1939 Tagea Brandts Rejselegat, ein Reisestipendium
1941 die Goldmedaille des Wasaordens
1954 Ernennung zum Ritter des Dannebrogordens
1958 erste dänische Ehrendoktorwürde in Zahnmedizin